# Liste der denkmalgeschützten Objekte in Berndorf (Niederösterreich)
Die Liste der denkmalgeschützten Objekte in Berndorf enthält die 90 denkmalgeschützten, unbeweglichen Objekte der Gemeinde Berndorf im niederösterreichischen Bezirk Baden.

## Denkmäler
| Foto  |                 | Denkmal | Standort                                                        | Beschreibung | Metadaten |
| ----- | --------------- | --- | --------------------------------------------------------------- | --- | --- |
| ja    | Datei hochladen | Arbeiterwohnhaus der Werksiedlung Wiedenbrunn HERIS-ID: 46970 Objekt-ID: 49383                                                 | Albertstraße 1 Standort KG: Berndorf I                          | Arbeiterwohnhaus der Werksiedlung Wiedenbrunn | BDA-Hist.: Q64485650 Status: Bescheid Stand der BDA-Liste: 2025-06-30 Name: Arbeiterwohnhaus der Werksiedlung Wiedenbrunn GstNr.: .353 Residential building Albertstraße 1 (Berndorf) |
| ja    | Datei hochladen | Arbeiterwohnhaus der Werksiedlung Wiedenbrunn HERIS-ID: 46971 Objekt-ID: 49384                                                 | Albertstraße 3 Standort KG: Berndorf I                          | Arbeiterwohnhaus der Werksiedlung Wiedenbrunn | BDA-Hist.: Q64485652 Status: Bescheid Stand der BDA-Liste: 2025-06-30 Name: Arbeiterwohnhaus der Werksiedlung Wiedenbrunn GstNr.: .354 Residential building Albertstraße 3 (Berndorf) |
| ja    | Datei hochladen | Arbeiterwohnhaus der Werksiedlung Wiedenbrunn HERIS-ID: 46955 Objekt-ID: 49367                                                 | Albertstraße 7 Standort KG: Berndorf I                          | Arbeiterwohnhaus der Werksiedlung Wiedenbrunn | BDA-Hist.: Q64485616 Status: Bescheid Stand der BDA-Liste: 2025-06-30 Name: Arbeiterwohnhaus der Werksiedlung Wiedenbrunn GstNr.: .335 Residential building Albertstraße 7 (Berndorf) |
| ja    | Datei hochladen | Arbeiterwohnhaus der Werksiedlung Wiedenbrunn HERIS-ID: 46956 Objekt-ID: 49368                                                 | Albertstraße 9 Standort KG: Berndorf I                          | Arbeiterwohnhaus der Werksiedlung Wiedenbrunn | BDA-Hist.: Q64485619 Status: Bescheid Stand der BDA-Liste: 2025-06-30 Name: Arbeiterwohnhaus der Werksiedlung Wiedenbrunn GstNr.: .479 Werksiedlung Wiedenbrunn |
| ja    | Datei hochladen | Arbeiterwohnhaus der Werksiedlung Wiedenbrunn HERIS-ID: 46957 Objekt-ID: 49369                                                 | Albertstraße 11 Standort KG: Berndorf I                         | Arbeiterwohnhaus der Werksiedlung Wiedenbrunn | BDA-Hist.: Q64485621 Status: Bescheid Stand der BDA-Liste: 2025-06-30 Name: Arbeiterwohnhaus der Werksiedlung Wiedenbrunn GstNr.: .478 Werksiedlung Wiedenbrunn |
| ja    | Datei hochladen | Arbeiterwohnhaus der Werksiedlung Wiedenbrunn HERIS-ID: 46966 Objekt-ID: 49379                                                 | Albertstraße 16 Standort KG: Berndorf I                         | Arbeiterwohnhaus der Werksiedlung Wiedenbrunn | BDA-Hist.: Q64485642 Status: Bescheid Stand der BDA-Liste: 2025-06-30 Name: Arbeiterwohnhaus der Werksiedlung Wiedenbrunn GstNr.: .418 Residential building Albertstraße 16 (Berndorf) |
| ja BW | Datei hochladen | Villa Klostermann, ehem. Direktionsgebäude der Berndorfer Metallwarenfabrik HERIS-ID: 43805 Objekt-ID: 44484                   | Alleegasse 8 Standort KG: Berndorf I                            | Das Direktionsgebäude (auch Direktoren-Villa) der Berndorfer Metallwarenfabrik wurde 1886 erbaut. Der zweigeschoßige Bau mit seinen mächtigen Treppengiebeln über den zweiachsigen Seitenrisaliten und dem schmalen Mittelteil, der mit einem Attikatürmchen mit steilen Spitzdach abgeschlossen wird, ist späthistoristisch neugotisch mit Material- und Industriebauelementen. | BDA-Hist.: Q38005117 Status: Bescheid Stand der BDA-Liste: 2025-06-30 Name: Villa Klostermann, ehem. Direktionsgebäude der Berndorfer Metallwarenfabrik GstNr.: .162 Villa Klostermann, Berndorf |
| ja    | Datei hochladen | Wohnhaus, Portierhaus der Kruppvilla „Am Brand“ HERIS-ID: 45318 Objekt-ID: 46610                                               | Anton-Wildgans-Straße 6 Standort KG: Berndorf I                 | Das Portierhaus der Kruppvilla wurde zwischen 1896 und 1900 erbaut und fand später als Wohnhaus Verwendung. | BDA-Hist.: Q38015073 Status: Bescheid Stand der BDA-Liste: 2025-06-30 Name: Wohnhaus, Portierhaus der Kruppvilla „Am Brand“ GstNr.: .57 |
| ja    | Datei hochladen | Ehem. Konsumanstalt, Schwarz- und Weißbäckerei, Wurstfabrik der Berndorfer Metallwarenfabrik HERIS-ID: 241849 Objekt-ID: 53352 | Bahnhofstraße 6 Standort KG: Berndorf I                         | Die Konsumanstalt erstreckt sich über ein Areal zwischen der Bahnhofstraße und der Neugasse. Das Gebäude nach Plänen von Oskar Laske und Viktor Fiala wurde 1904 als Warenhaus der Konsumanstalt erbaut, 1907/08 zu beiden Seiten Zubau einer Fleischerei, Wurstfabrik und Bäckerei. Der Gebäudekomplex besteht aus drei durch schlanke Verbindungsbauten voneinander abgesetzten zweigeschoßigen Bauten. Das kubisch-sachliche Erscheinungsbild wird mit kräftigen vertikalen und horizontalen Gliederungselementen im Sinn der Industriearchitektur betont, das strenge strukturalistische Bauprinzip der Moderne durch sparsames Jugendstildekor etwas gemildert. | BDA-Hist.: Q38034507 Status: Bescheid Stand der BDA-Liste: 2025-06-30 Name: Ehem. Konsumanstalt, Schwarz- und Weißbäckerei, Wurstfabrik der Berndorfer Metallwarenfabrik GstNr.: .431/1, .431/2, .431/3, .683 Konsumanstalt, Schwarz- und Weißbäckerei, Wurstfabrik der Berndorfer Metallwarenfabrik                                                                                             |
| ja    | Datei hochladen | Arbeiter- /Angestelltenwohnhausanlage, Brunntalhof HERIS-ID: 65225 Objekt-ID: 78045                                            | Brunntalstraße 3 Standort KG: Berndorf I                        | Der Brunntalhof ist ein 1922/23 nach einem Entwurf des Baubüros der Berndorfer Metallwarenfabrik errichteter Gemeindebau. Die zweigeschoßigen Arbeiterwohnhäuser in geschlossener, reihenhausartiger Verbauung haben abwechselnd trauf- und giebelständige Abschnitte unter Sattel- und Mansarddächern. | BDA-Hist.: Q38109646 Status: § 2a Stand der BDA-Liste: 2025-06-30 Name: Arbeiter- /Angestelltenwohnhausanlage, Brunntalhof GstNr.: .711 Brunntalhof (Berndorf) |
| ja    | Datei hochladen | Arbeiterwohnhaus der Werksiedlung Wiedenbrunn HERIS-ID: 46980 Objekt-ID: 49393                                                 | Hainfelder Straße 15 Standort KG: Berndorf I                    | Arbeiterwohnhaus der Werksiedlung Wiedenbrunn | BDA-Hist.: Q64485669 Status: Bescheid Stand der BDA-Liste: 2025-06-30 Name: Arbeiterwohnhaus der Werksiedlung Wiedenbrunn GstNr.: .359 Laborer apartment house 'Hainfelder Strasse 15' (Berndorf) |
| ja    | Datei hochladen | Arbeiterwohnhaus der Werksiedlung Wiedenbrunn HERIS-ID: 46981 Objekt-ID: 49394                                                 | Hainfelder Straße 17 Standort KG: Berndorf I                    | Arbeiterwohnhaus der Werksiedlung Wiedenbrunn | BDA-Hist.: Q64485671 Status: Bescheid Stand der BDA-Liste: 2025-06-30 Name: Arbeiterwohnhaus der Werksiedlung Wiedenbrunn GstNr.: .358 Werksiedlung Wiedenbrunn |
| ja    | Datei hochladen | Arbeiterwohnhaus der Werksiedlung Wiedenbrunn HERIS-ID: 46982 Objekt-ID: 49395                                                 | Hainfelder Straße 21 Standort KG: Berndorf I                    | Arbeiterwohnhaus der Werksiedlung Wiedenbrunn | BDA-Hist.: Q64485673 Status: Bescheid Stand der BDA-Liste: 2025-06-30 Name: Arbeiterwohnhaus der Werksiedlung Wiedenbrunn GstNr.: .375 Werksiedlung Wiedenbrunn |
| ja    | Datei hochladen | Arbeiterwohnhaus der Werksiedlung Wiedenbrunn HERIS-ID: 46983 Objekt-ID: 49396                                                 | Hainfelder Straße 23 Standort KG: Berndorf I                    | Dieses Arbeiterwohnhaus der Werksiedlung Wiedenbrunn wurde 1897 erbaut. | BDA-Hist.: Q64485675 Status: Bescheid Stand der BDA-Liste: 2025-06-30 Name: Arbeiterwohnhaus der Werksiedlung Wiedenbrunn GstNr.: .378 Werksiedlung Wiedenbrunn |
| ja    | Datei hochladen | Arbeiterwohnhaus der Werksiedlung Wiedenbrunn HERIS-ID: 46948 Objekt-ID: 49360                                                 | Hainfelder Straße 25 Standort KG: Berndorf I                    | Arbeiterwohnhaus der Werksiedlung Wiedenbrunn | BDA-Hist.: Q64485597 Status: Bescheid Stand der BDA-Liste: 2025-06-30 Name: Arbeiterwohnhaus der Werksiedlung Wiedenbrunn GstNr.: .276 Werksiedlung Wiedenbrunn |
| ja    | Datei hochladen | Arbeiterwohnhaus der Werksiedlung Wiedenbrunn HERIS-ID: 46962 Objekt-ID: 49375                                                 | Hainfelder Straße 26 Standort KG: Berndorf I                    | Arbeiterwohnhaus der Werksiedlung Wiedenbrunn | BDA-Hist.: Q64485634 Status: Bescheid Stand der BDA-Liste: 2025-06-30 Name: Arbeiterwohnhaus der Werksiedlung Wiedenbrunn GstNr.: .476 Werksiedlung Wiedenbrunn |
| ja    | Datei hochladen | Arbeiterwohnhaus der Werksiedlung Wiedenbrunn HERIS-ID: 46949 Objekt-ID: 49361                                                 | Hainfelder Straße 27 Standort KG: Berndorf I                    | Arbeiterwohnhaus der Werksiedlung Wiedenbrunn | BDA-Hist.: Q64485600 Status: Bescheid Stand der BDA-Liste: 2025-06-30 Name: Arbeiterwohnhaus der Werksiedlung Wiedenbrunn GstNr.: .277 Werksiedlung Wiedenbrunn |
| ja    | Datei hochladen | Arbeiterwohnhaus der Werksiedlung Wiedenbrunn HERIS-ID: 46963 Objekt-ID: 49376                                                 | Hainfelder Straße 28 Standort KG: Berndorf I                    | Arbeiterwohnhaus der Werksiedlung Wiedenbrunn | BDA-Hist.: Q64485636 Status: Bescheid Stand der BDA-Liste: 2025-06-30 Name: Arbeiterwohnhaus der Werksiedlung Wiedenbrunn GstNr.: .475 Werksiedlung Wiedenbrunn |
| ja    | Datei hochladen | Arbeiterwohnhaus der Werksiedlung Wiedenbrunn HERIS-ID: 46941 Objekt-ID: 49339                                                 | Hainfelder Straße 29 Standort KG: Berndorf I                    | Arbeiterwohnhaus der Werksiedlung Wiedenbrunn | BDA-Hist.: Q64485580 Status: Bescheid Stand der BDA-Liste: 2025-06-30 Name: Arbeiterwohnhaus der Werksiedlung Wiedenbrunn GstNr.: .278 Arbeiterwohnhaus Hainfelder Straße 29 Berndorf |
| ja    | Datei hochladen | Arbeiterwohnhaus der Werksiedlung Wiedenbrunn HERIS-ID: 46950 Objekt-ID: 49362                                                 | Hainfelder Straße 30 Standort KG: Berndorf I                    | Arbeiterwohnhaus der Werksiedlung Wiedenbrunn | BDA-Hist.: Q64485604 Status: Bescheid Stand der BDA-Liste: 2025-06-30 Name: Arbeiterwohnhaus der Werksiedlung Wiedenbrunn GstNr.: 355/3 Werksiedlung Wiedenbrunn |
| ja    | Datei hochladen | Arbeiterwohnhaus der Werksiedlung Wiedenbrunn HERIS-ID: 46959 Objekt-ID: 49371                                                 | Hainfelder Straße 32 Standort KG: Berndorf I                    | Arbeiterwohnhaus der Werksiedlung Wiedenbrunn | BDA-Hist.: Q64485628 Status: Bescheid Stand der BDA-Liste: 2025-06-30 Name: Arbeiterwohnhaus der Werksiedlung Wiedenbrunn GstNr.: .472 Werksiedlung Wiedenbrunn |
| ja    | Datei hochladen | Kapelle HERIS-ID: 58702 Objekt-ID: 69480                                                                                       | Hermannsplatz Standort KG: Berndorf I                           | Die Kapelle bei der „tausendjährigen Linde“ am Hermannsplatz, auch Lindenkapelle genannt, war ein altes Wahrzeichen Berndorfs. Ursprünglich 1879 als Leicheneinsegnungskapelle am heutigen Karl-Kislinger-Platz errichtet, wurde die Holzkapelle nach dem Bau der Marienkirche 1883 auf den Hermannsplatz verbracht, wo sie bis 1958 stand, ehe sie dem Verkehr weichen musste. 1996/97 wurde die Kapelle in der Nähe ihres ursprünglichen Standplatzes am Hermannsplatz nach alten Fotos rekonstruiert. | BDA-Hist.: Q38084517 Status: § 2a Stand der BDA-Liste: 2025-06-30 Name: Kapelle GstNr.: 679 |
| ja    | Datei hochladen | Arbeiterwohnhaus der Werksiedlung Wiedenbrunn HERIS-ID: 46953 Objekt-ID: 49365                                                 | Herminenstraße 10 Standort KG: Berndorf I                       | Arbeiterwohnhaus der Werksiedlung Wiedenbrunn | BDA-Hist.: Q64485611 Status: Bescheid Stand der BDA-Liste: 2025-06-30 Name: Arbeiterwohnhaus der Werksiedlung Wiedenbrunn GstNr.: 356/6 Werksiedlung Wiedenbrunn |
| ja    | Datei hochladen | Arbeiterwohnhaus der Werksiedlung Wiedenbrunn HERIS-ID: 46942 Objekt-ID: 49340                                                 | Herminenstraße 13 Standort KG: Berndorf I                       | Arbeiterwohnhaus der Werksiedlung Wiedenbrunn | BDA-Hist.: Q64485583 Status: Bescheid Stand der BDA-Liste: 2025-06-30 Name: Arbeiterwohnhaus der Werksiedlung Wiedenbrunn GstNr.: .280 Werksiedlung Wiedenbrunn |
| ja    | Datei hochladen | Arbeiterwohnhaus der Werksiedlung Wiedenbrunn HERIS-ID: 46943 Objekt-ID: 49341                                                 | Herminenstraße 15 Standort KG: Berndorf I                       | Arbeiterwohnhaus der Werksiedlung Wiedenbrunn | BDA-Hist.: Q64485586 Status: Bescheid Stand der BDA-Liste: 2025-06-30 Name: Arbeiterwohnhaus der Werksiedlung Wiedenbrunn GstNr.: .279 Werksiedlung Wiedenbrunn |
| ja    | Datei hochladen | Arbeiterwohnhaus der Werksiedlung Wiedenbrunn HERIS-ID: 46951 Objekt-ID: 49363                                                 | Herminenstraße 19 Standort KG: Berndorf I                       | Arbeiterwohnhaus der Werksiedlung Wiedenbrunn | BDA-Hist.: Q64485606 Status: Bescheid Stand der BDA-Liste: 2025-06-30 Name: Arbeiterwohnhaus der Werksiedlung Wiedenbrunn GstNr.: 663/8 Werksiedlung Wiedenbrunn |
| ja    | Datei hochladen | Arbeiterwohnhaus der Werksiedlung Wiedenbrunn HERIS-ID: 46969 Objekt-ID: 49382                                                 | Herminenstraße 21 Standort KG: Berndorf I                       | Arbeiterwohnhaus der Werksiedlung Wiedenbrunn | BDA-Hist.: Q64485648 Status: Bescheid Stand der BDA-Liste: 2025-06-30 Name: Arbeiterwohnhaus der Werksiedlung Wiedenbrunn GstNr.: .268 Werksiedlung Wiedenbrunn |
| ja    | Datei hochladen | Villa Hauch, Direktionsgebäude des Kruppschen Nahrungsmittel-Lagerhauses HERIS-ID: 44807 Objekt-ID: 45667                      | Hochstraße 6 Standort KG: Berndorf I                            | Die Villa Hauch, das ehemalige Direktionsgebäude des Kruppschen Nahrungsmittel-Lagerhauses, wurde 1917 erbaut, Architekt war Ludwig Baumann. Der längsrechteckige Bau trägt einen Glasdachaufsatz und hat im Süden zur Hochstraße hin einen vorschwingenden Eingangsportikus mit zwei Säulen. Im Osten eine Loggia und darüber eine Terrasse. Unter dem Glasdach im Inneren eine zweigeschoßige Halle mit umlaufendem Balkon. | BDA-Hist.: Q38010920 Status: Bescheid Stand der BDA-Liste: 2025-06-30 Name: Villa Hauch, Direktionsgebäude des Kruppschen Nahrungsmittel-Lagerhauses GstNr.: .702 Hauch mansion (Berndorf) |
| ja    | Datei hochladen | sog. „Wehrbär“ und Bärenhöhle HERIS-ID: 46355 Objekt-ID: 48248                                                                 | Idagasse Standort KG: Berndorf I                                | Arthur Krupp ließ den „Wehrbären“ nach einem Entwurf von Otto Jarl in Gröden schnitzen. Ab dem 18. August 1915 durften Berndorfer Bürger gegen Zahlung einer Krone für das Kriegshilfwerk Eisennägel einschlagen. Anmerkung: Identadresse Bärengasse | BDA-Hist.: Q38020795 Status: Bescheid Stand der BDA-Liste: 2025-06-30 Name: sog. „Wehrbär“ und Bärenhöhle GstNr.: 218/8 |
| ja    | Datei hochladen | Aufnahmsgebäude Berndorf Stadt HERIS-ID: 59640 Objekt-ID: 71092                                                                | J.-F.-Kennedy-Platz 1 Standort KG: Berndorf I                   | Das Stationsgebäude der Leobersdorfer Bahn wurde 1888 errichtet. | BDA-Hist.: Q38088097 Status: Bescheid Stand der BDA-Liste: 2025-06-30 Name: Aufnahmsgebäude Berndorf Stadt GstNr.: .243 Aufnahmsgebäude Bahnhof Berndorf Stadt |
| ja    | Datei hochladen | Arbeiterwohnhaus der Werksiedlung Wiedenbrunn HERIS-ID: 46954 Objekt-ID: 49366                                                 | Karl-Johann-Mayer-Straße 2 Standort KG: Berndorf I              | Arbeiterwohnhaus der Werksiedlung Wiedenbrunn | BDA-Hist.: Q64485613 Status: Bescheid Stand der BDA-Liste: 2025-06-30 Name: Arbeiterwohnhaus der Werksiedlung Wiedenbrunn GstNr.: .360 Werksiedlung Wiedenbrunn |
| ja    | Datei hochladen | Arbeiterwohnhaus der Werksiedlung Wiedenbrunn HERIS-ID: 46972 Objekt-ID: 49385                                                 | Karl-Johann-Mayer-Straße 4 Standort KG: Berndorf I              | Arbeiterwohnhaus der Werksiedlung Wiedenbrunn | BDA-Hist.: Q64485654 Status: Bescheid Stand der BDA-Liste: 2025-06-30 Name: Arbeiterwohnhaus der Werksiedlung Wiedenbrunn GstNr.: .357 Werksiedlung Wiedenbrunn |
| ja    | Datei hochladen | Arbeiterwohnhaus der Werksiedlung Wiedenbrunn HERIS-ID: 46973 Objekt-ID: 49386                                                 | Karl-Johann-Mayer-Straße 5 Standort KG: Berndorf I              | Arbeiterwohnhaus der Werksiedlung Wiedenbrunn | BDA-Hist.: Q64485656 Status: Bescheid Stand der BDA-Liste: 2025-06-30 Name: Arbeiterwohnhaus der Werksiedlung Wiedenbrunn GstNr.: .355 Werksiedlung Wiedenbrunn |
| ja    | Datei hochladen | Arbeiterwohnhaus der Werksiedlung Wiedenbrunn HERIS-ID: 46974 Objekt-ID: 49387                                                 | Karl-Johann-Mayer-Straße 7 Standort KG: Berndorf I              | Arbeiterwohnhaus der Werksiedlung Wiedenbrunn | BDA-Hist.: Q64485658 Status: Bescheid Stand der BDA-Liste: 2025-06-30 Name: Arbeiterwohnhaus der Werksiedlung Wiedenbrunn GstNr.: .407 Werksiedlung Wiedenbrunn |
| ja    | Datei hochladen | Arbeiterwohnhaus der Werksiedlung Wiedenbrunn HERIS-ID: 46976 Objekt-ID: 49389                                                 | Karl-Johann-Mayer-Straße 8 Standort KG: Berndorf I              | Arbeiterwohnhaus der Werksiedlung Wiedenbrunn | BDA-Hist.: Q64485663 Status: Bescheid Stand der BDA-Liste: 2025-06-30 Name: Arbeiterwohnhaus der Werksiedlung Wiedenbrunn GstNr.: .373 Werksiedlung Wiedenbrunn |
| ja    | Datei hochladen | Arbeiterwohnhaus der Werksiedlung Wiedenbrunn HERIS-ID: 46975 Objekt-ID: 49388                                                 | Karl-Johann-Mayer-Straße 9 Standort KG: Berndorf I              | Arbeiterwohnhaus der Werksiedlung Wiedenbrunn | BDA-Hist.: Q64485660 Status: Bescheid Stand der BDA-Liste: 2025-06-30 Name: Arbeiterwohnhaus der Werksiedlung Wiedenbrunn GstNr.: .408 Werksiedlung Wiedenbrunn |
| ja    | Datei hochladen | Arbeiterwohnhaus der Werksiedlung Wiedenbrunn HERIS-ID: 46977 Objekt-ID: 49390                                                 | Karl-Johann-Mayer-Straße 10 Standort KG: Berndorf I             | Arbeiterwohnhaus der Werksiedlung Wiedenbrunn | BDA-Hist.: Q64485665 Status: Bescheid Stand der BDA-Liste: 2025-06-30 Name: Arbeiterwohnhaus der Werksiedlung Wiedenbrunn GstNr.: .374 Werksiedlung Wiedenbrunn |
| ja    | Datei hochladen | Arbeiterwohnhaus der Werksiedlung Wiedenbrunn HERIS-ID: 46958 Objekt-ID: 49370                                                 | Karl-Johann-Mayer-Straße 11 Standort KG: Berndorf I             | Arbeiterwohnhaus der Werksiedlung Wiedenbrunn Anmerkung: 1906 erbaut. | BDA-Hist.: Q64485624 Status: Bescheid Stand der BDA-Liste: 2025-06-30 Name: Arbeiterwohnhaus der Werksiedlung Wiedenbrunn GstNr.: .461 Werksiedlung Wiedenbrunn |
| ja    | Datei hochladen | Arbeiterwohnhaus der Werksiedlung Wiedenbrunn HERIS-ID: 46978 Objekt-ID: 49391                                                 | Karl-Johann-Mayer-Straße 12 Standort KG: Berndorf I             | Arbeiterwohnhaus der Werksiedlung Wiedenbrunn | BDA-Hist.: Q64485666 Status: Bescheid Stand der BDA-Liste: 2025-06-30 Name: Arbeiterwohnhaus der Werksiedlung Wiedenbrunn GstNr.: .376 Werksiedlung Wiedenbrunn |
| ja    | Datei hochladen | Arbeiterwohnhaus der Werksiedlung Wiedenbrunn HERIS-ID: 46979 Objekt-ID: 49392                                                 | Karl-Johann-Mayer-Straße 14 Standort KG: Berndorf I             | Arbeiterwohnhaus der Werksiedlung Wiedenbrunn | BDA-Hist.: Q64485668 Status: Bescheid Stand der BDA-Liste: 2025-06-30 Name: Arbeiterwohnhaus der Werksiedlung Wiedenbrunn GstNr.: .377 Werksiedlung Wiedenbrunn |
| ja    | Datei hochladen | Ereignisdenkmal HERIS-ID: 65276 Objekt-ID: 78099                                                                               | Kislingerplatz Standort KG: Berndorf I                          | Das Denkmal erinnert an die silberne Hochzeit von Margret und Arthur Krupp im Jahre 1906. Gestiftet haben es Die Gemeinde und die Corporationen von Berndorf. | BDA-Hist.: Q38109866 Status: § 2a Stand der BDA-Liste: 2025-06-30 Name: Ereignisdenkmal GstNr.: 409/2 |
| ja    | Datei hochladen | Wohnhaus, ehem. Pfarrhof HERIS-ID: 65249 Objekt-ID: 78069                                                                      | Kislingerplatz 1 Standort KG: Berndorf I                        | Der alte Pfarrhof vis-à-vis der Marienkirche wurde 1882/83 nach Entwürfen des Architekten Oswald Gruber erbaut. | BDA-Hist.: Q38109755 Status: § 2a Stand der BDA-Liste: 2025-06-30 Name: Wohnhaus, ehem. Pfarrhof GstNr.: .155 |
| ja    | Datei hochladen | Amtsgebäude, ehem. Volksschule, Polizei HERIS-ID: 49532 Objekt-ID: 53337                                                       | Kislingerplatz 2, 3, 4 Standort KG: Berndorf I                  | Das Amtsgebäude am Kislingerplatz wurde 1878 als Volksschule errichtet. | BDA-Hist.: Q38034456 Status: § 2a Stand der BDA-Liste: 2025-06-30 Name: Amtsgebäude, ehem. Volksschule, Polizei GstNr.: 392 Police building, Berndorf |
| ja    | Datei hochladen | Rathaus HERIS-ID: 49539 Objekt-ID: 53345                                                                                       | Kislingerplatz 2, 3, 4 Standort KG: Berndorf I                  | Das Rathaus wurde 1882/83 nach Entwürfen des Architekten Oswald Gruber erbaut. | BDA-Hist.: Q38034492 Status: § 2a Stand der BDA-Liste: 2025-06-30 Name: Rathaus GstNr.: 392 Rathaus Berndorf |
| ja    | Datei hochladen | Musik- und Sonderschule HERIS-ID: 49533 Objekt-ID: 53338                                                                       | Kislingerplatz 5 Standort KG: Berndorf I                        | Das neue Schulhaus wurde 1896 als Hallenschule von Ludwig Baumann geplant, es diente von 1910 bis 1985 als Gymnasium, danach Sonderschule, Musikschule und Stadtbibliothek. | BDA-Hist.: Q38034466 Status: § 2a Stand der BDA-Liste: 2025-06-30 Name: Musik- und Sonderschule GstNr.: 391 Hallenschule Berndorf |
| ja    | Datei hochladen | Theater HERIS-ID: 49534 Objekt-ID: 53339                                                                                       | Kislingerplatz 6 Standort KG: Berndorf I                        | Das Stadttheater Berndorf wurde 1898 vom Büro Fellner & Helmer erbaut und 1899 von Kaiser Franz Joseph I. eröffnet. | BDA-Hist.: Q2328192 Status: § 2a Stand der BDA-Liste: 2025-06-30 Name: Theater GstNr.: 396/4 Stadttheater Berndorf |
| ja    | Datei hochladen | Figur, Diana zu Pferde HERIS-ID: 65263 Objekt-ID: 78086                                                                        | Kislingerplatz 6 Standort KG: Berndorf I                        | Das Standbild Diana zu Pferd wurde 1908 von Caspar von Zumbusch geschaffen, stand ursprünglich bis 1945 nahe der Kruppvilla „Am Brand“, danach als Leihgabe der Familie Bohlen-Halbach im Park des Jagdmuseums Marchegg. Seit 1997 steht das Standbild nun wieder in Berndorf, im Theaterpark. | BDA-Hist.: Q38109825 Status: § 2a Stand der BDA-Liste: 2025-06-30 Name: Figur, Diana zu Pferde GstNr.: 396/4 Diana zu Pferd by Caspar Zumbusch (Berndorf) |
| ja    | Datei hochladen | Persönlichkeitsdenkmal, Krupp-Denkmal HERIS-ID: 65277 Objekt-ID: 78100                                                         | Kislingerplatz 6 Standort KG: Berndorf I                        | Die Stele mit dem Kopf von Arthur Krupp ist ein Werk von Fritz Klimsch, sie wurde am 25. Mai 1943 vor dem Theater zum 100jährigen Gedenktage der Berndorfer Metallwarenfabrik enthüllt. 1945 wurde das Denkmal vandaliert, der Bronzeguss vom Sockel gestoßen. Der Kopf landete im Technischen Museum, dessen Mitbegründer Krupp war. 1960 konnte die Rückgabe der Stele erreicht werden, sie wurde am Krupp-Platz aufgestellt. 2011 steht die Stele nun im Theaterpark. | BDA-Hist.: Q38109883 Status: § 2a Stand der BDA-Liste: 2025-06-30 Name: Persönlichkeitsdenkmal, Krupp-Denkmal GstNr.: 396/4 Arthur Krupp monument, Berndorf, Lower Austria |
| ja    | Datei hochladen | Persönlichkeitsdenkmal, Baumann-Denkmal HERIS-ID: 65324 Objekt-ID: 78148                                                       | bei Kislingerplatz 6 Standort KG: Berndorf I                    | Das Denkmal für Ludwig Baumann, den Gestalter von Berndorf, ließ Claus von Bohlen und Halbach 1939 hinter der Margaretenkirche errichten (Lage). 2016 wurde das Denkmal an einen neuen Standort im Theaterpark versetzt. | BDA-Hist.: Q38109958 Status: § 2a Stand der BDA-Liste: 2025-06-30 Name: Persönlichkeitsdenkmal, Baumann-Denkmal GstNr.: 396/4 Baumann monument, Berndorf, Lower Austria |
| ja    | Datei hochladen | Persönlichkeitsdenkmal, Kaiser Franz Joseph-Denkmal HERIS-ID: 65325 Objekt-ID: 78149                                           | Kislingerplatz 6 Standort KG: Berndorf I                        | Das Bronzedenkmal von Anton Brenek erinnert an die Anwesenheit des Kaisers 1899 in Berndorf und wurde bei den Feierlichkeiten zur Stadterhebung im August 1900 enthüllt. Der ursprüngliche Aufstellungsort war der Karl-Kislinger-Platz, in den 1950er Jahren wurde das Denkmal vor das Theater vis-à-vis transferiert. | BDA-Hist.: Q38109967 Status: § 2a Stand der BDA-Liste: 2025-06-30 Name: Persönlichkeitsdenkmal, Kaiser Franz Joseph-Denkmal GstNr.: 396/4 |
| ja    | Datei hochladen | Kath. Filialkirche Mariae Himmelfahrt HERIS-ID: 49531 Objekt-ID: 53336                                                         | bei Kislingerplatz 6 Standort KG: Berndorf I                    | Die Berndorfer Marienkirche wurde als Pfarrkirche zu Maria Himmelfahrt vom Wiener Architekten Viktor Rumpelmayer entworfen und von 1881 bis 1883 durch den Baumeister Josef Kubelka aus Konglomerat und Kremesberger Sandstein im neugotischen Stil errichtet. 1966/67 wurde der Innenraum durch den Maler Franz Drapela komplett neu und modern gestaltet. | BDA-Hist.: Q38034446 Status: § 2a Stand der BDA-Liste: 2025-06-30 Name: Kath. Filialkirche Mariae Himmelfahrt GstNr.: .99 Marienkirche (Berndorf) |
| ja    | Datei hochladen | Bürgerhaus, Wohnhaus des Schulzahnarztes HERIS-ID: 45350 Objekt-ID: 46643                                                      | Klostermanngasse 1 Standort KG: Berndorf I                      | 1909 erbaut, diente das Gebäude dem von Krupp bezahlten und für die Bevölkerung kostenlos ordinierenden Zahnarzt. | BDA-Hist.: Q38015283 Status: Bescheid Stand der BDA-Liste: 2025-06-30 Name: Bürgerhaus, Wohnhaus des Schulzahnarztes GstNr.: 224/2 |
| ja    | Datei hochladen | Krupp-Mausoleum HERIS-ID: 41343 Objekt-ID: 41821                                                                               | bei Klostermanngasse 9 Standort KG: Berndorf I                  | Das Krupp-Mausoleum wurde 1884 im Auftrag von Arthur Krupp nach den Plänen des Architekten Viktor Rumpelmayer im neugotischen Stil errichtet. Es wird von einer steinernen Kuppel gekrönt. Im Mausoleum sind die Angehörigen der Familie Krupp beginnend bei Hermann († 25. Juli 1879) bis Arthur († 21. April 1938) bestattet. | BDA-Hist.: Q38000003 Status: Bescheid Stand der BDA-Liste: 2025-06-30 Name: Krupp-Mausoleum GstNr.: .384 |
| ja    | Datei hochladen | Anlage Kruppsche Werksiedlung – Wohnhäuser Beamtensiedlung HERIS-ID: 111220 Objekt-ID: 129009                                  | Kruppstraße 9, 11, 13-24, 26, 28 Standort KG: Berndorf I        | Die Kruppstraße weist eine beidseitig, geschlossene Verbauung mit ehemaligen Beamtenwohnhäusern auf. Die Materialbauten im Heimatstil sind von der englischen Cottage-Bewegung und deutschen Vorbildern beeinflusst und wurden 1910–1914 erbaut. Die giebelständig aneinander gereihten Einzelhäuser weisen steil überdachte Eingänge und teilweise reiche Fachwerkdekoration auf. | BDA-Hist.: Q37822673 Status: Bescheid Stand der BDA-Liste: 2025-06-30 Name: Anlage Kruppsche Werksiedlung – Wohnhäuser Beamtensiedlung GstNr.: .521, .523, .522, .518, .517, .516, .526, .515, .525, .514, .524, .513, .512, .511, 226/16, .520, .519, 225/9, .648, .647, .643, 225/12, .675, .676, .677, .678, .679, .680, 225/13 Kruppsche Werksiedlung - Wohnhäuser Beamtensiedlung, Berndorf |
| ja    | Datei hochladen | Villa Kuhlmann HERIS-ID: 45280 Objekt-ID: 46507                                                                                | Kuhlmannstraße 51 Standort KG: Berndorf I                       | Die Villa Kuhlmann wurde 1912/13 gebaut, Architekt war Ludwig Baumann. Die Villa hätte nach Plänen um 1911 in anderer Form auf dem Gemeindegebiet von Pottenstein stehen sollen. Der zweigeschoßige, unverputzte Backsteinbau unter geschwungenem Walmdach hat eine vorspringende ovale Loggia, die von zwei Säulen getragen wird, darüber eine Terrasse. Das Gebäude ist im Heimatstil erbaut und von der Deutschen Sachlichkeit beeinflusst. | BDA-Hist.: Q38014880 Status: Bescheid Stand der BDA-Liste: 2025-06-30 Name: Villa Kuhlmann GstNr.: .664 Villa Kuhlmann, Berndorf |
| ja    | Datei hochladen | Wohnhaus, ehem. Postgebäude HERIS-ID: 44860 Objekt-ID: 45743                                                                   | Leobersdorfer Straße 14 Standort KG: Berndorf I                 | Das ehemalige Postgebäude wurde 1893/94 von Ludwig Baumann erbaut. Der Bau hat seichte Seitenrisalite und ist im Erdgeschoß gebändert. | BDA-Hist.: Q38011377 Status: Bescheid Stand der BDA-Liste: 2025-06-30 Name: Wohnhaus, ehem. Postgebäude GstNr.: 414/2 |
| ja    | Datei hochladen | Wohnhaus, Portierhaus der Kruppvilla „Am Brand“ HERIS-ID: 45317 Objekt-ID: 46609                                               | Leobersdorfer Straße 17 Standort KG: Berndorf I                 | Erbaut zwischen 1896 und 1900. | BDA-Hist.: Q38015055 Status: Bescheid Stand der BDA-Liste: 2025-06-30 Name: Wohnhaus, Portierhaus der Kruppvilla „Am Brand“ GstNr.: .137 |
| ja    | Datei hochladen | Niederfelder-Marienkapelle HERIS-ID: 33687 Objekt-ID: 31372                                                                    | neben Leobersdorfer Straße 21 Standort KG: Berndorf I           | Die Niederfelder Marienkapelle ist ein einfacher Barockbau nach den Plänen des Wiener Maurerpoliers Faderl aus dem Jahre 1765. 2011 wurde die Kapelle einige Meter weit von der Straße wegversetzt und restauriert. | BDA-Hist.: Q37953453 Status: Bescheid Stand der BDA-Liste: 2025-06-30 Name: Niederfelder-Marienkapelle GstNr.: 418/2 Niederfelder Marienkapelle |
| ja    | Datei hochladen | Wohnhaus, Ehem. Herrenhaus der Messingblech- und Drahtfabrik Cornides HERIS-ID: 65230 Objekt-ID: 78050                         | Leobersdorfer Straße 38 Standort KG: Berndorf I                 | Das ehemalige Herrenhaus ist ein freistehender zweigeschoßiger Rechteckbau mit Seitenrisaliten und einer Terrasse, Haustein- und Sichtziegelmauerwerk sowie ein ornamental und figural gestaltetes Sgraffitoband unter der Traufe bestimmen die Fassade. An der östlichen Schmalseite befindet sich ein Wappenstein mit dem Wappen von Cornides, Edler von Krempach. | BDA-Hist.: Q38109667 Status: Bescheid Stand der BDA-Liste: 2025-06-30 Name: Wohnhaus, Ehem. Herrenhaus der Messingblech- und Drahtfabrik Cornides GstNr.: 777 Manor Cornides (Berndorf) |
| ja    | Datei hochladen | Doppelwohnhaus HERIS-ID: 44859 Objekt-ID: 45742                                                                                | Leobersdorfer Straße 47-49 Standort KG: Berndorf I              | Das Doppelwohnhaus mit seinen steilen Mansarddachgiebeln über den beiden mittleren Gebäudeachsen wurde 1907 von Wenzel Wegwart im Heimatstil auf secessionistischer Basis und Jugendstilfenstern erbaut. | BDA-Hist.: Q38011367 Status: Bescheid Stand der BDA-Liste: 2025-06-30 Name: Doppelwohnhaus GstNr.: .482 |
| ja    | Datei hochladen | Wohnhaus, ehem. Kruppsche Gartenverwaltung HERIS-ID: 45320 Objekt-ID: 46612                                                    | Leobersdorfer Straße 51 Standort KG: Berndorf I                 | | BDA-Hist.: Q38015095 Status: Bescheid Stand der BDA-Liste: 2025-06-30 Name: Wohnhaus, ehem. Krupp'sche Gartenverwaltung GstNr.: 555/10 |
| ja    | Datei hochladen | Arbeiterwohnhaus der Werksiedlung Wiedenbrunn HERIS-ID: 46965 Objekt-ID: 49378                                                 | Ludwigstraße 3 Standort KG: Berndorf I                          | Arbeiterwohnhaus der Werksiedlung Wiedenbrunn | BDA-Hist.: Q64485640 Status: Bescheid Stand der BDA-Liste: 2025-06-30 Name: Arbeiterwohnhaus der Werksiedlung Wiedenbrunn GstNr.: .501 Werksiedlung Wiedenbrunn |
| ja    | Datei hochladen | Arbeiterwohnhaus der Werksiedlung Wiedenbrunn HERIS-ID: 46960 Objekt-ID: 49372                                                 | Ludwigstraße 7 Standort KG: Berndorf I                          | Arbeiterwohnhaus der Werksiedlung Wiedenbrunn | BDA-Hist.: Q64485630 Status: Bescheid Stand der BDA-Liste: 2025-06-30 Name: Arbeiterwohnhaus der Werksiedlung Wiedenbrunn GstNr.: .477 Werksiedlung Wiedenbrunn |
| ja    | Datei hochladen | Arbeiterwohnhaus der Werksiedlung Wiedenbrunn HERIS-ID: 46964 Objekt-ID: 49377                                                 | Ludwigstraße 8 Standort KG: Berndorf I                          | Arbeiterwohnhaus der Werksiedlung Wiedenbrunn | BDA-Hist.: Q64485638 Status: Bescheid Stand der BDA-Liste: 2025-06-30 Name: Arbeiterwohnhaus der Werksiedlung Wiedenbrunn GstNr.: .485 Werksiedlung Wiedenbrunn |
| ja    | Datei hochladen | Arbeiterwohnhaus der Werksiedlung Wiedenbrunn HERIS-ID: 46961 Objekt-ID: 49374                                                 | Ludwigstraße 9, 11 Standort KG: Berndorf I                      | Arbeiterwohnhaus der Werksiedlung Wiedenbrunn | BDA-Hist.: Q64485632 Status: Bescheid Stand der BDA-Liste: 2025-06-30 Name: Arbeiterwohnhaus der Werksiedlung Wiedenbrunn GstNr.: .470, .471 Werksiedlung Wiedenbrunn |
| ja    | Datei hochladen | Arbeiterwohnhaus der Werksiedlung Wiedenbrunn HERIS-ID: 46967 Objekt-ID: 49380                                                 | Ludwigstraße 10 Standort KG: Berndorf I                         | Arbeiterwohnhaus der Werksiedlung Wiedenbrunn | BDA-Hist.: Q64485644 Status: Bescheid Stand der BDA-Liste: 2025-06-30 Name: Arbeiterwohnhaus der Werksiedlung Wiedenbrunn GstNr.: .484 Werksiedlung Wiedenbrunn |
| ja    | Datei hochladen | Arbeiterwohnhaus der Werksiedlung Wiedenbrunn HERIS-ID: 46968 Objekt-ID: 49381                                                 | Ludwigstraße 12 Standort KG: Berndorf I                         | Arbeiterwohnhaus der Werksiedlung Wiedenbrunn | BDA-Hist.: Q64485646 Status: Bescheid Stand der BDA-Liste: 2025-06-30 Name: Arbeiterwohnhaus der Werksiedlung Wiedenbrunn GstNr.: .483 Werksiedlung Wiedenbrunn |
| ja    | Datei hochladen | Arbeiterwohnhaus der Werksiedlung Wiedenbrunn HERIS-ID: 46944 Objekt-ID: 49342                                                 | Ludwigstraße 13 Standort KG: Berndorf I                         | Arbeiterwohnhaus und Lesehalle der Werksiedlung Wiedenbrunn, 1892 erbaut | BDA-Hist.: Q64485589 Status: Bescheid Stand der BDA-Liste: 2025-06-30 Name: Arbeiterwohnhaus der Werksiedlung Wiedenbrunn GstNr.: .274 Werksiedlung Wiedenbrunn |
| ja    | Datei hochladen | Arbeiterwohnhaus der Werksiedlung Wiedenbrunn HERIS-ID: 46946 Objekt-ID: 49358                                                 | Ludwigstraße 14 Standort KG: Berndorf I                         | Arbeiterwohnhaus der Werksiedlung Wiedenbrunn | BDA-Hist.: Q64485592 Status: Bescheid Stand der BDA-Liste: 2025-06-30 Name: Arbeiterwohnhaus der Werksiedlung Wiedenbrunn GstNr.: .272 Werksiedlung Wiedenbrunn |
| ja    | Datei hochladen | Arbeiterwohnhaus der Werksiedlung Wiedenbrunn HERIS-ID: 46947 Objekt-ID: 49359                                                 | Ludwigstraße 16 Standort KG: Berndorf I                         | Arbeiterwohnhaus der Werksiedlung Wiedenbrunn | BDA-Hist.: Q64485594 Status: Bescheid Stand der BDA-Liste: 2025-06-30 Name: Arbeiterwohnhaus der Werksiedlung Wiedenbrunn GstNr.: .271 Werksiedlung Wiedenbrunn |
| ja    | Datei hochladen | Arbeiterwohnhaus der Werksiedlung Wiedenbrunn HERIS-ID: 46952 Objekt-ID: 49364                                                 | Ludwigstraße 20 Standort KG: Berndorf I                         | Arbeiterwohnhaus der Werksiedlung Wiedenbrunn Anmerkung: Ein modernes Gebäude. BDA-Datenblatt angefordert. | BDA-Hist.: Q64485610 Status: Bescheid Stand der BDA-Liste: 2025-06-30 Name: Arbeiterwohnhaus der Werksiedlung Wiedenbrunn GstNr.: .269 Werksiedlung Wiedenbrunn |
| ja    | Datei hochladen | Anlage Kruppsche Werksiedlung – Margaretenplatz HERIS-ID: 111219 Objekt-ID: 129008                                             | Margaretenplatz 2, 3, 4, 5 Standort KG: Berndorf I              | Das Ensemble Margaretenplatz umfasst die neobarocke Pfarrkirche Berndorf (erbaut 1910–1917) flankiert von den Berndorfer Schulen (1908/09) und umrandet von der Konsumanstalt (1917/18), dem Krupp-Kasino (1918), dem Direktorenhaus am Ende der Kruppstraße (1910) und dem Pfarrhaus (1916/17). Planender Architekt war Ludwig Baumann. | BDA-Hist.: Q37822664 Status: Bescheid Stand der BDA-Liste: 2025-06-30 Name: Anlage Kruppsche Werksiedlung – Margaretenplatz GstNr.: .674, 216/1, .785, .538, .539, .699, .670 |
| ja    | Datei hochladen | Kommunaler Wohnbau, Viktor Adler-Hof HERIS-ID: 5223 Objekt-ID: 1085                                                            | Pottensteiner Straße 15 Standort KG: Berndorf I                 | Der Viktor-Adler-Hof wird 1927/28 von der Gemeinde durch Stadtbaumeister Franz Wilhelm Krahle errichtet. | BDA-Hist.: Q37762354 Status: Bescheid Stand der BDA-Liste: 2025-06-30 Name: Kommunaler Wohnbau, Viktor Adler-Hof GstNr.: .30 |
| ja    | Datei hochladen | Arbeiter- /Angestelltenwohnhausanlage, Siedlung Sechshaus HERIS-ID: 60204 Objekt-ID: 72293                                     | Sechshauser Straße 12-22, ger. Nr. Standort KG: Berndorf I      | Die sechs Arbeiterhäuser datieren aus der Zeit vor 1885. | BDA-Hist.: Q38090891 Status: Bescheid Stand der BDA-Liste: 2025-06-30 Name: Arbeiter- /Angestelltenwohnhausanlage, Siedlung Sechshaus GstNr.: .124, .125, .126, .127, .128, .129 Arbeitersiedlung Sechshaus, Berndorf |
| ja    | Datei hochladen | Arbeitersiedlung Vierhaus HERIS-ID: 60205 Objekt-ID: 72294                                                                     | Vierhausstraße 1-11, unger. Nr. Standort KG: Berndorf I         | Um 1919 wurden von Krupp die zur Arbeitersiedlung Vierhaus zählenden, unter Schutz stehenden sechs Bauten errichtet, 1929 wurde sie von der Gemeinde erworben, 1997 wurde sie gründlich renoviert. | BDA-Hist.: Q38090900 Status: Bescheid Stand der BDA-Liste: 2025-06-30 Name: Arbeitersiedlung Vierhaus GstNr.: .627, .628, .629, .630, .631, .632 |
| ja    | Datei hochladen | Wasserturm d. ehem. Zimmermann-Fleischwerke HERIS-ID: 58057 Objekt-ID: 68497                                                   | bei Vierhausstraße 21 Standort KG: Berndorf I                   | 1919 erbaut, Architekt Ludwig Baumann. Der Wasserturm liegt auf der Gemeindegrenze zu Pottenstein. | BDA-Hist.: Q38080237 Status: Bescheid Stand der BDA-Liste: 2025-06-30 Name: Wasserturm d. ehem. Zimmermann-Fleischwerke GstNr.: .759 Water tower Zimmermann, Berndorf |
| ja    | Datei hochladen | Wohnhaus, Portierhaus der Krupp-Villa „Am Brand“ HERIS-ID: 45319 Objekt-ID: 46611                                              | Vöslauer Straße 34 Standort KG: Berndorf I                      | Erbaut zwischen 1907 und 1918, nach anderen Angaben bereits um 1905, durch die Architekten Oskar Laske und Viktor Fiala. Das kleine Wohnhaus in Materialbauweise mit strengen Schweizerhauselementen ist mit einem Satteldach gedeckt. Die Zufahrt ist mit einem Gittertor mit Jugendstildekor abgeschlossen. | BDA-Hist.: Q38015084 Status: Bescheid Stand der BDA-Liste: 2025-06-30 Name: Wohnhaus, Portierhaus der Krupp-Villa „Am Brand“ GstNr.: .445 |
| ja    | Datei hochladen | Wasserturm HERIS-ID: 65327 Objekt-ID: 78151                                                                                    | Wasserturmweg 46 Standort KG: Berndorf I                        | Der Erdhochbehälter ist ein kleiner gebänderter, neobarocker Rundbau als Eingang zum Wasserreservoir, mit Rundbogenportal und geschweifter Glockenhaube. Architekt unklar, eventuell Ludwig Baumann um 1895. | BDA-Hist.: Q38109994 Status: § 2a Stand der BDA-Liste: 2025-06-30 Name: Wasserturm GstNr.: 120/10 |
| ja    | Datei hochladen | Bronzerelief „Strandgut“ HERIS-ID: 65326 Objekt-ID: 78150                                                                      | Mühlgasse 1 - 3, bei Standort KG: Berndorf I                    | Das Bronzerelief „Strandgut“ wurde um 1898 von Grazer Richard Jakič geschaffen. Er erhielt dafür den Rompreis der Wiener Akademie und das Ehrendiplom der Pariser Weltausstellung 1900. Es wurde in der Wiener Kunsterzgießerei gegossen. | BDA-Hist.: Q38109985 Status: § 2a Stand der BDA-Liste: 2025-06-30 Name: Bronzerelief „Strandgut“ GstNr.: 372/3 |
| ja    | Datei hochladen | Hermann-Krupp-Denkmal HERIS-ID: 87650 Objekt-ID: 102073                                                                        | Standort KG: Berndorf I                                         | Arthur Krupp ließ dieses Denkmal zu Ehren seines Vaters Hermann 1910 auf einem Felsen am Fuß des Guglzipfs errichten. In der Mitte des achtsäuligen Rundtempels steht eine Herme Hermann Krupps in Bronze, geschaffen vom Bildhauer Ruß. | BDA-Hist.: Q37720990 Status: § 2a Stand der BDA-Liste: 2025-06-30 Name: Hermann-Krupp-Denkmal GstNr.: 732 Hermann-Krupp-Denkmal |
| ja    | Datei hochladen | Aufnahmsgebäude St. Veit an der Triesting HERIS-ID: 49549 Objekt-ID: 53358                                                     | Bahngasse 32 Standort KG: Berndorf II                           | Die Haltestelle der Leobersdorfer Bahn in St. Veit an der Triesting wurde 1880 errichtet. | BDA-Hist.: Q38034515 Status: Bescheid Stand der BDA-Liste: 2025-06-30 Name: Aufnahmsgebäude St. Veit an der Triesting GstNr.: .218 Aufnahmsgebäude Bahnhof St. Veit an der Triesting |
| ja    | Datei hochladen | Pfarrhof HERIS-ID: 49550 Objekt-ID: 53360                                                                                      | Hauptplatz 1 Standort KG: Berndorf II                           | Der Pfarrhof in St. Veit wurde 1910/11 durch Baumeister Oscar Fraunlob errichtet. | BDA-Hist.: Q38034536 Status: § 2a Stand der BDA-Liste: 2025-06-30 Name: Pfarrhof GstNr.: .30 |
| ja    | Datei hochladen | Gemeindehaus und Feuerlöschgerätehalle HERIS-ID: 65360 Objekt-ID: 78184                                                        | Hauptstraße 53 Standort KG: Berndorf II                         | Das Gemeindehaus wurde 1894 von Oscar Fraunlob errichtet. Der zweigeschoßige, späthistoristische Materialbau mit einem steil übergiebelten Mittelrisalit und zweiachsigen Flanken wurde in seinem westlichen Teil zu einer Feuerlöschgerätehalle umgebaut. | BDA-Hist.: Q38110118 Status: § 2a Stand der BDA-Liste: 2025-06-30 Name: Gemeindehaus und Feuerlöschgerätehalle GstNr.: .99 |
| ja    | Datei hochladen | Gnadenstuhl HERIS-ID: 65369 Objekt-ID: 78193                                                                                   | Hirtenberger Straße Standort KG: Berndorf II                    | Die als Gnadenstuhl ausgeführte Dreifaltigkeitssäule existierte nach dem Grundbuch von Merkenstein bereits 1568 auf der Schredt, nach mündlicher Überlieferung entstand die barocke Säule in der Pestzeit, vermutlich 1713. Der secessionistische Gusseisenpfeiler wird um 1915 datiert. | BDA-Hist.: Q38110181 Status: § 2a Stand der BDA-Liste: 2025-06-30 Name: Gnadenstuhl GstNr.: 1135/1 |
| ja    | Datei hochladen | Kath. Pfarrkirche, hl. Vitus HERIS-ID: 58706 Objekt-ID: 69484                                                                  | Kirchengasse 3 Standort KG: Berndorf II                         | Die barocke Saalkirche mit einem gotischen Chor hat einen Südturm. | BDA-Hist.: Q38084525 Status: § 2a Stand der BDA-Liste: 2025-06-30 Name: Kath. Pfarrkirche, hl. Vitus GstNr.: .65 Pfarrkirche St. Veit an der Triesting |
| ja    | Datei hochladen | Wohnhaus, Ehem. Bürogebäude der Messingblech- und Drahtfabrik Cornides HERIS-ID: 65229 Objekt-ID: 78049                        | Leobersdorfer Straße 42 Standort KG: Berndorf II                | Das Kanzlei- und Direktionsgebäude des Messingwalzwerks Cornides und Comp. wurde 1893 von Oscar Fraunlob erbaut. Der lang gestreckte eingeschoßige Materialbau (verputzt mit Ziegelgliederung) mit seinen Seitenrisaliten ist vom Stil her späthistoristisch mit Schweizerhauselementen. | BDA-Hist.: Q38109657 Status: Bescheid Stand der BDA-Liste: 2025-06-30 Name: Wohnhaus, Ehem. Bürogebäude der Messingblech- und Drahtfabrik Cornides GstNr.: 403/2 Former office building of Messingblech- und Drahtfabrik Cornides, Berndorf |
| ja    | Datei hochladen | Hochwasserturm in St. Veit an der Triesting HERIS-ID: 64859 Objekt-ID: 77626                                                   | bei Leobersdorfer Straße 56a Standort KG: Berndorf II           | Das Alter des Turmes ist nicht genau bekannt. Bei den Renovierungsarbeiten 2004 ist man auf die eingravierte Jahreszahl 1829 gestoßen, was mit Überlieferungen übereinstimmt. Auf Höhe des Turms verzweigte sich gemäß Franziszeischem Kataster bereits 1820 die Triesting in zwei (eine gewerbe- bzw. industriebetrieblich ungenutzte Insel bildende) Läufe, die sich nach etwa 500 Metern wieder vereinten. Vom nördlichen, dem ursprünglichen Flusslauf wurden über zusätzliche Kanäle die Räder der Sartory-Fabrik (ab 1847: Neufeld-Fabrik) angetrieben; der südliche Lauf, Teil des heutigen Triestingbetts, diente als Entlastungsgerinne der Regulierung des Wasserzuflusses zu den Fabriksanlagen. Bei Ansteigen des Wasserspiegels floss Wasser aus dem nördlichen Arm in die Öffnung am Fuße des Turmes und betätigte ein darin montiertes Wasserrad. Dieses brachte eine Glocke im Dach des Turmes zum Läuten. So wusste man, dass die Schleusen des Wehrs am Entlastungsgerinne geöffnet werden mussten. Eine Überflutung des Werksgeländes Sartory/Neufeld bzw. Schaden an den Maschinen konnte somit schneller als die Jahre zuvor vermieden werden. | BDA-Hist.: Q38108473 Status: Bescheid Stand der BDA-Liste: 2025-06-30 Name: Hochwasserturm in St. Veit an der Triesting GstNr.: 422/11 |
| ja    | Datei hochladen | Wasserturm des Neuhirtenberger Kupferhammers HERIS-ID: 65363 Objekt-ID: 78187                                                  | Leobersdorfer Straße 60 Standort KG: Berndorf II                | Der Wasserturm wurde in der Mitte des 19. Jahrhunderts als romantischer Wehrturm über der Einfahrt zum Fabriksareal von Neufeld-Fabrik samt einem Herrenhaus erbaut. Das Herrenhaus wurde 1990 demoliert. Der viergeschoßige Turm trägt einen Zinnenkranz, über der Durchfahrt befinden sich Terrakotta-Rosetten nach einem Entwurf von Theophil Hansen für das Wiener Arsenal. | BDA-Hist.: Q38110134 Status: Bescheid Stand der BDA-Liste: 2025-06-30 Name: Wasserturm des Neuhirtenberger Kupferhammers GstNr.: 422/1 |
| ja    | Datei hochladen | Arbeitersiedlung Neue Kolonie HERIS-ID: 58056 Objekt-ID: 68496                                                                 | Hernsteiner Straße 175-189, unger. Nr. Standort KG: Berndorf IV | 1919 als Wohnsiedlung für die Bergleute des Grillenberger Braunkohlebergbaus im Heimatstil errichtet. | BDA-Hist.: Q38080227 Status: Bescheid Stand der BDA-Liste: 2025-06-30 Name: Arbeitersiedlung Neue Kolonie GstNr.: .190, .191, .192, .193, .194, .195, .196, .197 |
| ja    | Datei hochladen | Ortskapelle HERIS-ID: 65371 Objekt-ID: 78195                                                                                   | bei Mühlgasse 15 Standort KG: Berndorf IV                       | Die von der Weidegenossenschaft Veitsau um 1910 errichtete, den ursprünglichen Holzbau ersetzende gemauerte Kapelle weist vor allem Jugendstildekor auf. Innen ein neugotisches Holzrelief Christus am Ölberg. | BDA-Hist.: Q38110190 Status: § 2a Stand der BDA-Liste: 2025-06-30 Name: Ortskapelle GstNr.: 1104/12 Ortskapelle Veitsau |

## Ehemalige Denkmäler
| Foto |                 | Denkmal                                           | Standort                                       | Beschreibung | Metadaten |
| ---- | --------------- | ------------------------------------------------- | ---------------------------------------------- | --- | --- |
| ja   | Datei hochladen | Aussichtswarte Gugelzipf Objekt-ID: 78191bis 2016 | Kleinfelder Straße 19 Standort KG: Berndorf II | 1902 wurde auf dem Guglzipf die erste Aussichtswarte aus Holz erbaut, diese musste nach dem Zweiten Weltkrieg abgetragen werden. 1990/91 wurde die 34 Meter hohe Jubiläumswarte errichtet und am 31. August 1991 eröffnet, schließlich 2006 zu Ehren des langjährigen Obmanns des Vereins „Waldhütte Guglzipf-Berndorf“ in Franz-Bichler-Warte umbenannt. | BDA-Hist.: Q55093409 Status: § 2a Stand der BDA-Liste: 2016-06-21 Name: Aussichtswarte Gugelzipf GstNr.: 1208 Franz-Bichler-Warte |